# پایگاه گارد ملی هوایی چنل آیلند
پایگاه گارد ملی هوایی چنل آیلند (به انگلیسی: Channel Islands Air National Guard Station) یک فرودگاه است . این فرودگاه در کشور ایالات متحده آمریکا قرار دارد .